# Triunfo (Pernambuco)
Triunfo is een gemeente in de Braziliaanse deelstaat Pernambuco. De gemeente telt 15.770 inwoners (schatting 2009).